# Рамассами, Альбер
Альбер Рамассами (фр. Albert Ramassamy; 13 ноября 1923, Сен-Андре, Реюньон — 4 ноября 2018, Сен-Дени, Реюньон) — французский политик и педагог. Член Социалистической партии, сенатор в 1983—1992 годах.

## Биография
Альберт Рамассами родился на острове Реюньон в семье индийских тамилов, прибывших на остров в качестве наемных рабочих из Индии. Он блестяще учился, но после поступления в лицей, столкнувшись с нападками и насилием, пробыл там всего одну неделю, а затем поступил на педагогические курсы — единственный в колонии путь для хороших учеников скромного происхождения, чтобы подготовиться к профессии учителя.
Альбер Рамассими работал в школе Сен-Бенуа, затем был директором лицея Леконт-де-Лиль.
В 1953 году он был одним из первых реюньонцев в рядах Французской секции Рабочего интернационала (SFIO).
В 1969 году он сыграл священника церкви Святой Анны в фильме Франсуа Трюффо «Сирена Миссисипи».
Он был избран в Сенат 25 сентября 1983, незадолго до того войдя в состав регионального совета Реюньона. Он состоял членом Комитета по конституционным законам, законодательству, всеобщему избирательному праву, регламенту и общему управлению. Не был переизбран на выборах в сенат 1992 года.

## Работы
Альбер Рамассами является автором книг:
- Реюньон: деколонизация и интеграция (La Réunion : décolonisation et intégration), 1987 (выпуск OCLC: 492952088);
- Реюньон лицом к будущему (La Réunion face à l’avenir), 1973 (номер OCLC: 492951767);
- Реюньон: проблемы, порождаемые интеграцией (La Réunion : les problèmes posés par l’intégration), 1973 (выпуск OCLC: 492933221).

## Награды
- (1994).
- (1998).

## Фильмография
- Albert Ramassamy, l’homme qui marche de Christian Beguinet, mars 2013, documentaire[10],[11]